# Bakonytamási
Bakonytamási je vesnice v Maďarsku v župě Veszprém, spadající pod okres Pápa. Nachází se asi 18 km jihozápadně od Pannonhalmy, 22 km severovýchodně od Pápy, 25 km jihozápadně od Kisbéru, 31 km severozápadně od Zircu a 32 km jižně od Győru. Žije zde 565 obyvatel, z nichž (podle údajů z roku 2015) 84,5 % tvoří Maďaři.
Kromě hlavní části zahrnuje Bakonytamási i malé části Kelemantanya a Szücs.
Bakonytamási leží na silnici 832. Je přímo silničně spojeno s obcemi Gic, Nagydém a Pápateszér. Bakonytamási protékají dva bezejmenné potůčky, které se vlévají do potoka Sókoroi-Bakony. Ten se vlévá do řeky Marcal.
V Bakonytamási se nachází katolický kostel sv. Anny a evangelický kostel. Nachází se zde též muzeum Tatay Sándor író szülőháza, kulturní centrum Kultúrház, hřbitov, hřiště, park, pošta, kavárna, hospoda, dva obchody a autobusová zastávka.